# Daugavpils (comune)
Comune di Daugavpils (in lettone Daugavpils novads) è un comune della Lettonia di 28 733 abitanti (dati 2009). L'amministrazione ha sede a Daugavpils che però non fa parte del comune poiché ha lo status di città autonoma

## Geografia antropica

### Suddivisioni amministrative
Il comune è stato istituito nel 2009 ed è formato dalle seguenti unità amministrative:
- Ambeļi
- Biķernieki
- Demene
- Dubna
- Kalkūne
- Kalupe
- Laucesa
- Līksna
- Maļinova
- Medumi
- Naujene
- Nīcgale
- Saliena
- Skrudaliena
- Svente
- Tabore
- Vabole
- Vecsaliena
- Višķi